# Machine Fucking Head Live
Machine Fucking Head Live — второй концертный альбом американской грув-метал-группы Machine Head, выпущен 13 ноября 2012 года лейблом Roadrunner Records. Это последний релиз для Адама Дьюса в составе Machine Head, покинувшего группу 11 февраля 2013 года. Machine Fucking Head Live был записан на различных концертах во время летнего тура в 2012 году. Альбом был смикширован и сведён Роббом Флинном и Хуаном Уртегой.
В США за первую неделю было продано 3 000 копий альбома.

## Запись и выпуск
После выпуска своего седьмого студийного альбома, Unto the Locust, коллектив отправился в мировое турне. В поддержку пластинки группа отправилась в The Eighth Plague Tour с Bring Me the Horizon, DevilDriver, Suicide Silence, Darkest Hour и Rise To Remain. Тур, продлившийся чуть более месяца, завершился концертом в Сан-Франциско 18 февраля 2012 года.
В августе группа выступила вместо Lamb of God на Knotfest 17 и 18 августа, а также в роли хэдлайнеров на Mayhem Festival, на Bloodstock Open Air 11 августа, на Soundwave 25 февраля и 5 марта, и на Wacken Open Air 2 августа. Поскольку с момента выпуска первого концертного альбома в 2003 году коллектив записал три полноформатных диска, которые значительно отличались от предыдущих четырех, музыканты решили подготовить новый «живой» альбом, который бы включал в себя концертные исполнения песен с каждого из семи студийных альбомов Machine Head. При этом турне предшествовал конфликт между музыкантами, в ходе которого басист Адам Дьюс мог покинуть коллектив. В результате, альбом, по словам Робба Флинна, должен был стать стать «свидетельством того места, которое группа заняла в музыке за 18 лет» и укрепить атмосферу в коллективе.
1 октября 2012 года коллектив сообщил, что планирует выпустить концертный альбом в ноябре, с записями выступлений во время летнего тура в Северной Америке и Европе. Тогда же стал известен и трек-лист будущего релиза. Сведение и микширование материала осуществлялось Хуаном Уртегой и Роббом Флинном в сентябре, на Trident Studios, в Пачеко, Калифорния.
В конце октября на сайте Roadrunner Records в свободном доступе были опубликованы концертные видео «Imperium» и «This Is The End». 13 ноября на лейбле Roadrunner Records состоялся релиз Machine Fucking Head Live. В дополнение к стандартному изданию, также была доступна и цифровая делюкс-версия, в состав которой вошли две демозаписи («Locust» и «This Is the End»), кавер на песню «Alan’s on Fire» группы Poison Idea и эксклюзивная композиция «My Misery». Кроме того, для тех слушателей, которые приобрели альбом через сайт лейбла Roadrunner, предоставлялся цифровой мини-альбом с демозаписями трех песен Unto The Locust и каверами на Black Sabbath, Discharge и Nirvana.

## Отзывы
| Оценки критиков | Оценки критиков |
| Источник        | Оценка          |
| --------------- | --------------- |
| AllMusic        | [ 15 ]          |
| powermetal.de   | Без оценки      |
| PopMatters      | [ 10 ]          |

Альбом получил положительные отзывы от музыкальных критиков. Обозреватель AllMusic высоко отметил уровень «живого» звучания коллектива, так же отдельно похвалив разнообразие пластинки, в состав которой вошли песни почти с каждого альбома группы. При этом, он особенно выделил композиции «Imperium», «Davidian», «Ten Ton Hammer», «Old» и «Aesthetics of Hate». Рецензент сайта powermetal.de, Петер Кубашк (англ. Peter Kubaschk), охарактеризовал Machine Fucking Head Live, как «впечатляющее „живое“ приключение», подчеркнув, что даже некоторое несовершенство звука делает этот альбом тяжелее студийных записей и создает подлинную атмосферу «треш-метал-концерта». Он также добавил, что для полноты впечатления релизу не хватает DVD-издания.
Дин Браун из PopMatters в своем обзоре отмечал, что Machine Fucking Head Live «полно охватывает всю дискографию группы», включая в себя «вечно невероятные» «Old» и «Davidian» (Burn My Eyes), хиты «Ten Ton Hammer» и «The Blood, the Sweat, the Tears» (The More Things Change... и The Burning Red), раскритикованный «Bulldozer» (Supercharger) и другие. При этом рецензент выделил композицию «Imperium», звучащую «особенно разрушительно», предваряя качественно новый уровень музыки Machine Head, сложившийся после альбома The Blackening 2007 года. К недостаткам Браун отнес сам формат концертного альбома, который не позволяет слушателю в полной мере воссоздать выступления группы, в отличие от DVD. Другим упущением, по его мнению, является разнородное звучание песен, связанное с тем, что альбом записывался на нескольких выступлениях, а не на одном шоу.
В год выпуска в США за первую неделю было продано 3 000 копий альбома, что позволило Machine Fucking Head Live занять 16 позицию в Bilboard Hard Rock Albums. Альбом достиг умеренного успеха в Европе, заняв 56-е место в чарте Австрии и 62-е в чарте Германии. Также релиз вошел в хит-парады Франции и Бельгии.

## Список композиций
| №   | Название                          | Длительность |
| --- | --------------------------------- | ------------ |
| 1.  | «I Am Hell (Sonata in C#)»        | 9:21         |
| 2.  | «Be Still and Know»               | 5:55         |
| 3.  | «Imperium»                        | 6:41         |
| 4.  | «Beautiful Mourning»              | 5:13         |
| 5.  | «The Blood, the Sweat, the Tears» | 5:29         |
| 6.  | «Locust»                          | 7:39         |
| 7.  | «This Is the End»                 | 6:43         |
| 8.  | «Aesthetics of Hate»              | 6:09         |
| 9.  | «Old»                             | 4:53         |
| 10. | «Darkness Within»                 | 8:12         |
| 11. | «Bulldozer»                       | 5:46         |
| 12. | «Ten Ton Hammer»                  | 4:55         |
| 13. | «Who We Are»                      | 7:29         |
| 14. | «Halo»                            | 9:27         |
| 15. | «Davidian»                        | 6:44         |

| №   | Название                             | Длительность |
| --- | ------------------------------------ | ------------ |
| 16. | «Alan’s on Fire (Poison Idea cover)» | 3:59         |
| 17. | «My Misery»                          | 4:38         |
| 18. | «Locust (Demo 2011)»                 | 7:29         |
| 19. | «This Is the End (Demo 2011)»        | 6:14         |

| №  | Название                                                  | Длительность |
| -- | --------------------------------------------------------- | ------------ |
| 1. | «Negative Creep (Nirvana cover)»                          | 2:41         |
| 2. | «The Possibility of Life's Destruction (Discharge cover)» | 1:27         |
| 3. | «Hole in the Sky (Black Sabbath cover)»                   | 3:33         |
| 4. | «Locust (My Name is Purity) (Demo 2011)»                  | 7:14         |
| 5. | «Be Still and Know (Can We Be Reborn) (Demo 2011)»        | 5:50         |
| 6. | «I Am Hell (Sonata in C#) Alt Vocals (Demo 2011)»         | 8:10         |

## Участники записи
Machine Head
- Робб Флинн — вокал, гитара, продюсирование
- Фил Деммел — гитара
- Ару Ластер — гитара
- Адам Дьюс — бас-гитара
- Дэйв Макклейн — ударные

Технический персонал
- Хуан Ортега — продюсирование, мастеринг, микширование
- Крейг Портер — звукоинженер
- Брайан Бенсон — концертный техник
- Джош Бун — концертный техник по ударным
- Джеймс Дин Буз — дизайн обложки
- Антонио Дебернардис — мерчендайзинг
- Маркус Филтчер, Мартин Кеймс, Кристоф Люпак, Тайлер Бразер — освещение
- Хеннинг Гулли, Деннис Силиг, Скотт Киркиинг — фотографии

## Позиции в чартах
| Чарт (2003)        | Позиция |
| ------------------ | ------- |
| Австрия            | 56      |
| Бельгия (Фландрия) | 110     |
| Бельгия (Валлония) | 124     |
| Франция            | 115     |
| Германия           | 62      |
| Hard Rock Albums   | 16      |